# Nico Vega
Nico Vega es una banda de rock estadounidense de Los Ángeles, California, formada en 2005. Está compuesta por la cantante Aja Volkman, el guitarrista Rich Koehler  y el baterista Dan Epand. Se han hecho comparaciones con The White Stripes, porque nunca han tenido un bajista. La popularidad de la banda se disparó en 2009 cuando interpretó tres canciones en Last Call con Carson Daly.
Nico Vega lanzó varios EP independientes y grabado sus propios videos para conseguir su música a cabo. Su duro trabajo valió la pena cuando capturaron la atención del famoso director de rock Doc. McGhee de McGhee Entertainment. Ellos ya tenían un contrato de grabación con la discográfica de MySpace Records y pronto grabó su primer álbum de larga duración titulado simplemente "Nico Vega." Linda Perry produjo tres de las canciones en el álbum, mientras que el resto fue producido por Tim Edgar. El álbum fue mezclado por Tchad Blake.
Ellos eran muy activos en 2009 de gira con el excantante de Bush: Gavin Rossdale, y Shiny Toy Guns.

## Historia
Aja Volkman comenzó a escribir canciones, cuando estaba en la escuela secundaria en Eugene, Oregón.  Ella tenía la esperanza de finalmente formar una banda. Eso ocurrió cuando una noche después de un concierto en 2005, Mike Peña la invitó para cantar con ella y  Koehler Rich. La banda se llamó Nico Vega . Sin embargo, en 2007 Mike Peña dejó la banda para dedicarse a la actuación y disfrutar de la paternidad. En 2012, el anuncio televisivo publicitario para el videojuego Bioshock Infinite usó el tema "Beast". En 2013 sacaron el sencillo de "Bang Bang (My Baby Shot Me Down)", cover de la ya conocida versión de Nancy Sinatra que se utilizó para la miniserie Bonnie and Clyde. En el año 2017 aparecieron nuevamente con la canción de "Beast" en el vídeo Miss Fortune: Ríndanse Taller de Animación de League of Legends

## Formación
Formación actual
- Aja Volkman – Voz (2005–presente)
- Rich Koehler – Guitarra (2005–presente)
- Dan Epand – Batería (2007–presente)

Miembros anteriores
- Michael Peña –  Batería (2005–2007)
- Jamila Weaver – Bajo (2012–2013)

## Discografía

### Discos de Estudio
- Nico Vega (2009)
- Lead To Light (2014) Heatseekers #9

### EP
- Chooseyourwordspoorly (2006)[2]
- Cocaine Cooked the Brain (2007)[3]
- No Child Left Behind (2007)
- Nico Vega Covers Nico Vega and Rod Stewart (2011)[4]
- Fury Oh Fury (2013)[5] Heatseekers #17

### Sencillos
- "Beast" (2009, rereleased 2013)[6][7]
- "Bang Bang (My Baby Shot Me Down)" (2013)[8]
- "I Believe (Get Over Yourself)" (2014)[9][10]
- "Perfect Day" (2015)